# Лемп, Фриц-Юлиус
Фриц-Юлиус Лемп (нем. Fritz-Julius Lemp; 2 февраля 1913, Циндао, Китай — 9 мая 1941, Северная Атлантика) — немецкий офицер-подводник, капитан-лейтенант кригсмарине. Кавалер Рыцарского креста Железного креста.

## Биография
В октябре 1931 года вступил в ВМФ Германии. Принимал участие в Гражданской войне в Испании. С сентября 1936 года стал 1-м помощником командира, в октябре-ноябре 1938 года — обер-лейтенант цур зее назначен командиром подлодки U-28. В ноябре 1938 года стал командиром U-30, входившим в состав 2-й флотилии подводных лодок кригсмарине «Зальцведель». На ней совершил 8 походов (проведя в море в общей сложности 189 дней).
3 сентября 1939 года обнаружил на горизонте цель, которой оказался пассажирский лайнер «Атения», и в 19 часов 39 минут в 200 милях к западу от Гебридских островов без предупреждения атаковал «Атению», приняв её по ошибке за вспомогательный крейсер. «Атения» стала первым судном, потопленным немецкими подводными лодками во Второй мировой войне. К месту гибели лайнера, в ответ на сигнал «SOS», направились многие корабли, большинство из 1 102 пассажиров и 315 членов экипажа были спасены норвежским танкером «Кнут Нельсон». Погибли 128 человек, из них 122 (по другим данным — 118) пассажиров (включая 28 американцев). Пресса назвала «Атению» «Лузитанией» Второй мировой войны. Командование ВМФ и правительство Германии немедленно стали отрицать причастность к потоплению судна, а 7 сентября полностью отреклись от этого события в официальном коммюнике.
Лемп осознал, что допустил ошибку, и не проинформировал командование радиограммой, опасаясь её перехвата. Доклад он сделал лично Карлу Дёницу только 27 сентября 1939 после возвращения на базу. Лемп и весь его экипаж получили приказ держать потопление «Атении» в секрете, в вахтенном журнале соответствующие записи были заменены другими. Немецкая пропаганда выдвинула версию, что «Атения» потоплена английским правительством по приказу Уинстона Черчилля, чтобы повлиять на скорейшее вступление в войну США. После возвращения Лемп был посажен под арест, но вскоре освобождён и продолжал командовать лодкой до сентября 1940 года.
28 декабря 1939 года на подходе к Гебридским островам подбил линейный корабль «Бархем», выведя его из строя на 3 месяца. В июне 1940 года U-30 первой из германских лодок была переведена во Францию.
С 21 ноября 1940 года Лемп — командир подводной лодки U-110, на которой совершил 2 похода (проведя в море в общей сложности 46 дней). После нескольких удачных выходов 9 мая 1941 года атаковал у берегов Гренландии конвой ОВ-318 и торпедировал 2 судна. После этого лодка 9 мая была атакована к югу от Исландии глубинными бомбами с английских эсминцев «HMS Bulldog (H91)|HMS Bulldog» и «HMS Broadway», и корвета «HMS Aubrietia» и была вынуждена всплыть. Лемп приказал экипажу покинуть корабль и открыть вентиляционные отверстия, чтобы потопить покалеченную подводную лодку. Большая часть экипажа была взята в плен.
Одна из гипотез утверждает, что из-за ранения головы, полученного после всплытия (при падении на палубу), Лемп потерял сознание и, попав в воду, утонул. Другие гипотезы говорят о самоубийстве (перестал держаться на плаву) и, пытаясь вплавь вернуться на лодку и затопить её, был смертельно ранен пулей одного из британских моряков при захвате U-110. Косвенным доказательством убийства Лемпа является тот факт, что его Рыцарский крест (носимый на шее) был после войны передан Бейкер-Крессуэллом сестре погибшего Лемпа. Но с таким же успехом крест мог быть потерян Лемпом в результате падения и найден абордажной партией при осмотре палубы. Истинная история гибели командира U-110 до сих пор неизвестна.
Всего за время военных действий потопил 20 кораблей общим водоизмещением 96 639 брт и повредил 4 корабля водоизмещением 45 417 брт.

## Награды
- Медаль «За выслугу лет в Вермахте» 4-го класса (4 года; 2 октября 1936 г.)
- Испанский крест в бронзе (6 сентября 1939)
- Железный крест
  - 2-го класса (27 сентября 1939)
  - 1-го класса (18 января 1940)
- Нагрудный знак минных тральщиков
- Нагрудный знак подводника (1940)
- Отмечен в Вермахтберихте (10 августа 1940)
- Рыцарский крест Железного креста (14 августа 1940)